# Kožmani
Kožmani – miejscowość w Słowenii w gminie Ajdovščina.